# هانس لوتر
هانس لوتر (به آلمانی: Hans Luther) (زادهٔ ۱۰ مارس ۱۸۷۹ – مرگ ۱۱ مهٔ ۱۹۶۲) سیاستمدار آلمانی و صدر اعظم این کشور از ۱۵ ژانویهٔ ۱۹۲۵ تا ۱۲ مهٔ ۱۹۲۶ بود.

## زندگی
او زادهٔ برلین بود. از ۱۹۰۷ با عضویت در انجمن شهری ماگدبورگ وارد سیاست شد. در ۱۹۲۸ شهردار اسن شد. در ۱۹۲۲ و در کابینهٔ ویلهلم کونو او وزیر غذا و کشاورزی گردید. در ۱۹۲۵ به جای ویلهلم مارکس به صدارت رسید، ولی چند ماه پس از آن مارکس کرسی صدارت عظمای خود را از او بازپس‌گرفت.
از ۱۹۳۳ تا ۱۹۳۷ او سفیر آلمان در ایالات متحده آمریکا بود. پس از آن بازنشسته‌شد. البته با پایان جنگ جهانی دوم وی دوباره به سیاست بازگشت و مشاور دولت پس از جنگ آلمان شد. مرگ او در دوسلدورف رخ‌داد.